# Gabriel Christian Lembke

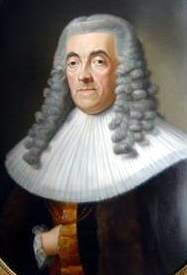
Gabriel Christian Lembke, zeitgenössisches Porträt in Amtsrobe

Gabriel Christian Lembke (* 13. August 1738 in Lübeck; † 8. Dezember 1799 ebenda) war ein deutscher Jurist und Bürgermeister der Hansestadt Lübeck.

## Leben
Lembke war Sohn des aus Wismar gekommenen Lübecker Kaufmanns Martin Lembke (* 7. Juli 1710 in Wismar; † 10. Juli 1760 in Lübeck) und seiner Frau Maria, geb. Tesdorpf (* 9. September 1719 in Lübeck; † 7. Dezember 1795), einer Tochter von Peter Hinrich Tesdorpf. Nach dem Besuch des Katharineums studierte er von 1758 bis 1762 Rechtswissenschaften an der Universität Jena und wurde hier 1762 unter dem Vorsitz von Johann August Hellfeld zum Doktor der Rechte promoviert. In Jena wurde Lembke 1759 Freimaurer in der Loge Zu den drei Rosen und trat 1760 dem neu gegründeten Jenaer Kapitel des Clermont-Rosaschen System der Hochgrade bei.
1763/64 war er nach einer Reise in die Niederlande am Reichskammergericht in Wetzlar tätig; 1764 erlebte er die Krönung von Kaiser Joseph II. in Frankfurt am Main. Vermutlich bei dieser Gelegenheit erhielt er die Ernennung zum kaiserlichen Hofpfalzgrafen. Lembke kehrte dann nach Lübeck zurück, wo er als Rechtsanwalt praktizierte. Am 9. November 1778 wurde er in den Rat aufgenommen. Von 1794 bis 1799 war er Bürgermeister.
Er war zunächst seit dem 17. Januar 1769 verheiratet mit Amanda Maria, geb. Tank, einer Tochter von Anton Tank, Archidiakonus an der Jakobikirche. Sie starb am 13. November 1773 bei der Geburt ihres vierten Kindes. Am 13. Juli 1775 heiratete er Catharina Dorothea Schnobel, eine Tochter von Friedrich Joachim Schnobel, Hauptpastor der Marienkirche, die schon am 17. Januar 1779 starb. 
Sein Sohn Christian Heinrich Lembke (1771–1842) wurde ebenfalls Jurist. Er war Ratssekretär in Lübeck und 1802 einer der Gründer der Seebadeanstalt Travemünde.
Ein Porträt Lembkes befindet sich im Lübecker Rathaus.

## Schriften
- De convenientia quorundam iuris statutarii Lubecensis capitum cum legibus Westphalorum et speciatim Susatensium praemissum. Diss. Jena: Schill 1762

Digitalisat, Bayerische Staatsbibliothek
- Christian Heinrich Lembke (Hrsg.): Selbstbiographie weyland Seiner Magnificenz des Herrn Bürgermeisters der kaiserlichen freyen Reichsstadt Lübeck Gabriel Christian Lembke, beyder rechte Doctor und kaiserl. Pfalzgrafen. Römhild, Lübeck 1800. Digitalisat